# 关河乡 (邻水县)
关河乡（楠木鄉、關河公社、英雄公社），是中華人民共和國四川省鄰水縣曾经下辖的一个乡。

## 沿革[2]
- 1953年2月17日。第七區(袁市區)公所從袁市鄉划出官渡、關華、打鼓、楠木4個村，增建關河鄉(又名楠木鄉)人民政府。1956年1月，關河鄉併入袁市鄉．關河鄉人民政府撤銷。1962年1月。袁市區公所又決定增建關河人民公社。1966年5月「文革」開始後，關河人民公社工作受到干擾。1967年1月，為了破「四舊」，關河人民公社改稱英雄人民公社。3月，由公社武裝幹部和群眾代表主持成立了英雄人民公社生產辦公室，負責公社日常工作。1967年3月，成立英雄人民公社生產辦公室，負責公社日常工作。1968年10月9日，經縣人武部黨委批准，英雄人民公社革命委員會成立。1973年5月12日經地革委批准，英雄人民公社革委會改稱關河人民公社革命委員會。1976年lo月粉碎。四人幫」後，關河人民公社的行政組織機構仍然是革命委員會。1981年3月，縣委決定撤銷關河人民公社革委會，建立關河人民公社管理委員會，管委會設正、副主任。1984年1月。根據中共中央體制改革要求，縣委又決定撤銷關河人民公社管委會，建立關河鄉人民政府。
- 2019年12月，撤销关河乡，将所属行政区域划归袁市镇管辖。[3]

## 行政区划
关河乡撤销前下辖以下地区：
棚店村、太陽紅村、墩子村、高堰村、關路村、楠木村、活龍村、臥龍村。